# Saison 2022-2023 du Standard de Liège
Maillots
Chronologie
Saison précédente Saison suivante
L' exercice 2022-2023 du Standard de Liège voit le club évoluer en Jupiler Pro League. C'est la 106e saison des Rouches au plus haut niveau du football national, la 101e consécutive, record absolu au sein du Royaume. Il participe également à la Coupe de Belgique.
Le poste de président est vacant et Pierre Locht occupe la fonction de CEO.

## Équipement
| Marque : Adidas                          |
| Sponsors maillot : Voo, Circus & Cainiao |

## Transferts[1]

### Mercatod'été

#### Transferts entrants[2]
| Nom                   | Poste     | Nationalité sportive | Provenance                    | Transfert |
| --------------------- | --------- | -------------------- | ----------------------------- | --------- |
| Steven Alzate         | Milieu    | Colombie             | Brighton & Hove Albion FC     | En prêt   |
| Jacob Barrett Laursen | Défenseur | Danemark             | Arminia Bielefeld             | 0,75 M    |
| Osher Davida          | Attaquant | Israël               | Hapoël Tel-Aviv               | 1,6 M     |
| Marlon Fossey         | Défenseur | États-Unis           | Fulham Football Club          |           |
| Filippo Melegoni      | Milieu    | Italie               | Genoa                         | En prêt   |
| Noah Ohio             | Attaquant | Pays-Bas             | RB Leipzig via Austria Vienne | 1,19 M    |
| Stipe Perica          | Attaquant | Croatie              | Maccabi Tel-Aviv              | 0,9 M     |
| Philip Zinckernagel   | Attaquant | Danemark             | Olympiakos                    | En prêt   |

#### Transferts sortants
| Nom               | Poste     | Nationalité sportive | Destination                                             | Transfert       | Note                                 |
| ----------------- | --------- | -------------------- | ------------------------------------------------------- | --------------- | ------------------------------------ |
| Felipe Avenatti   | Attaquant | Uruguay              | KV Courtrai                                             | Contrat résilié |                                      |
| Samuel Bastien    | Milieu    | RD Congo             | Burnley FC                                              | 0,8 M           |                                      |
| Mathieu Cafaro    | Milieu    | France               | AS Saint-Étienne                                        | Prêt            |                                      |
| Mehdi Carcela     | Milieu    | Maroc                | /                                                       | Libre           |                                      |
| Olivier Dumont    | Milieu    | Belgique             | Saint-Trond VV                                          |                 |                                      |
| Daniel Labila     | Attaquant | France               | TSG 1899 Hoffenheim                                     | Libre           |                                      |
| Camil Mmaee       | Attaquant | Maroc                | Bologne FC                                              | Libre           |                                      |
| Jackson Muleka    | Attaquant | RD Congo             | Beşiktaş JK                                             | 3,35 M          | 50% du montant revient au TP Mazembe |
| Niels Nkounkou    | Défenseur | France               | Cardiff City FC (via Everton FC qui le prête à nouveau) | Fin du prêt     |                                      |
| Mitchy Ntelo      | Attaquant | Belgique             | Sporting Charleroi                                      | Libre           |                                      |
| Damjan Pavlovic   | Milieu    | Serbie               | HNK Rijeka                                              | Libre           |                                      |
| Daouda Peeters    | Milieu    | Belgique             | Juventus                                                | Fin du prêt     |                                      |
| Eden Shamir       | Milieu    | Israël               | Hapoël Beer-Sheva                                       | 0,1 M           |                                      |
| Moussa Sissako    | Défenseur | Mali                 | FK Sotchi                                               | 0,3 M           | Rupture de contrat                   |
| Eddy Sylvestre    | Milieu    | France               | Pau FC                                                  |                 |                                      |
| Joachim Van Damme | Milieu    | Belgique             | KSK Beveren                                             | Prêt            |                                      |

### Mercato d'hiver

#### Transferts entrants[2]
| Nom           | Poste     | Nationalité sportive | Provenance  | Transfert |
| ------------- | --------- | -------------------- | ----------- | --------- |
| Ibe Hautekiet | Défenseur | Belgique             | Club Brugge | 1 M       |

#### Transferts sortants
| Nom                  | Poste     | Nationalité sportive | Destination     | Transfert       |
| -------------------- | --------- | -------------------- | --------------- | --------------- |
| Selim Amallah        | Milieu    | Maroc                | Real Valladolid | 1 M (+ bonus)   |
| Aleksandar Boljević  | Milieu    | Monténégro           | Hapoël Tel-Aviv | Contrat résilié |
| Denis Drăguș         | Attaquant | Roumanie             | Genoa           | Prêt            |
| John Mayanga Nekadio | Défenseur | RD Congo             | RFC Seraing     |                 |
| Nicolas Raskin       | Milieu    | Belgique             | Glasgow Rangers | 1,5 M (+ bonus) |
| Abdoul Tapsoba       | Attaquant | Burkina Faso         | FC Sheriff      | Prêt            |

## Effectif professionnel de la saison[1],[3]

### Joueurs prêtés
| Nom               | Poste     | Date de naissance | Sélection        | Club en prêt     | Contrat |
| ----------------- | --------- | ----------------- | ---------------- | ---------------- | ------- |
| Mathieu Cafaro    | Milieu    | 25/03/1997        | /                | AS Saint-Étienne | → 2025  |
| Denis Drăguș      | Attaquant | 06/07/1999        | Roumanie         | Genoa            | → 2024  |
| Abdoul Tapsoba    | Attaquant | 23/08/2001        | Burkina Faso     | FC Sheriff       | → 2025  |
| Joachim Van Damme | Milieu    | 23/07/1991        | Belgique espoirs | KSK Beveren      | → 2024  |

## Résultats[4]

### Matches de préparation
| Date       | Adversaire                       | Division            | Lieu                   | Résultat | Buteurs pour le Standard                                      |
| ---------- | -------------------------------- | ------------------- | ---------------------- | -------- | ------------------------------------------------------------- |
| 23/06/2022 | Cercle Sportif Entité Manageoise | Division 3 amateurs | Manage                 | 1-4      | Emond 6e, Vankerkhoven 60e, Dragus 64e, El Fanis 86e          |
| 29/06/2022 | Saint-Trond VV                   | Division 1A         | SL16 Football Campus   | 0-2      |                                                               |
| 02/07/2022 | RWD Molenbeek                    | Division 2          | SL16 Football Campus   | 1-2      | Emond 22e                                                     |
| 06/07/2022 | Go Ahead Eagles                  | Eredivisie          |                        | 1-5      | Dussenne 32e, Ghalidi 50e, Noubi 57e, Shamir 77e, Ghalidi 90e |
| 09/07/2022 | PAOK Salonique                   | Superleague         |                        | 0-1      |                                                               |
| 16/07/2022 | Borussia Mönchengladbach         | Bundesliga          | Stade Maurice-Dufrasne | 1-1      | Emond 49e                                                     |
|            |                                  |                     |                        |          |                                                               |
| 04/12/2022 | Olympiakos                       | Superleague         | Marbella (stage)       | 3-3      | Davida 19e, Ohio 64e, 90e                                     |
| 08/12/2022 | Girona FC                        | Liga                | Marbella (stage)       | 1-0      |                                                               |
| 08/12/2022 | OGC Nice                         | Ligue 1             | Marbella (stage)       | 1-4      | Dragus 71e                                                    |
| 14/12/2022 | Valenciennes FC                  | Ligue 2             | Stade Maurice-Dufrasne | 0-1      |                                                               |
| 30/12/2022 | Juventus Football Club           | Serie A             | Juventus Stadium       | 1-1      | CSC 32e                                                       |

### Division 1A

#### Phase régulière
| Date               | N o | Adversaire         | Lieu | Résultat | Buteurs pour le Standard                                   | Points | Place | Affluence | Note                                                 |
| ------------------ | --- | ------------------ | ---- | -------- | ---------------------------------------------------------- | ------ | ----- | --------- | ---------------------------------------------------- |
| 22/07/2022 - 20:45 | J01 | KAA Gent           | Dom  | 2-2      | Amallah 34e (pen), Dussenne 89e                            | 1      | 9e    | 18 918    | 15e Calut                                            |
| 31/07/2022 - 13:30 | J02 | KRC Genk           | Ext  | 3-1      | Dragus 24e                                                 | 1      | 16e   | 15 134    |                                                      |
| 07/08/2022 - 13:30 | J03 | Cercle Brugge      | Dom  | 2-0      | Amallah 31e (pen), 45+5e (pen)                             | 4      | 9e    | 18 286    |                                                      |
| 13/08/2022 - 16:00 | J04 | KVC Westerlo       | Ext  | 4-2      | Tapsoba 63e, Dussenne 90e                                  | 4      | 12e   | 6 000     | 96e Amallah                                          |
| 21/08/2022 - 18:30 | J05 | OH Leuven          | Dom  | 1-3      | Emond 90+1e                                                | 4      | 14e   | 18 930    |                                                      |
| 28/08/2022 - 16:00 | J06 | KV Kortrijk        | Ext  | 0-1      | Amallah 83e                                                | 7      | 11e   | 7 404     |                                                      |
| 03/09/2022 - 20:45 | J07 | KV Oostende        | Dom  | 1-0      | Dragus 67e                                                 | 10     | 9e    | 18 274    |                                                      |
| 09/09/2022 - 20:45 | J08 | STVV               | Ext  | 1-2      | Dragus 26e, CSC 43e                                        | 13     | 6e    | 6 523     |                                                      |
| 18/09/2022 - 18:30 | J09 | Club Brugge        | Dom  | 3-0      | Zinckernagel 30e, 64e, Balikwisha 90+2e                    | 16     | 5e    | 25 893    | 93e Balikwisha                                       |
| 30/09/2022 - 20:45 | J10 | RFC Seraing        | Dom  | 0-2      |                                                            | 16     | 6e    | 20 969    |                                                      |
| 09/10/2022 - 18:30 | J11 | Sporting Charleroi | Ext  | 0-1      | CSC 45+2e                                                  | 19     | 6e    | 11 778    | 91e Barrett Laursen, 91e Zinckernagel                |
| 16/10/2022 - 13:30 | J12 | Royal Antwerp FC   | Dom  | 3-0      | Balikwisha 2e, Dragus 4e, Çanak 9e                         | 22     | 5e    | 21 607    |                                                      |
| 19/10/2022 - 20:45 | J13 | KV Mechelen        | Ext  | 2-0      |                                                            | 22     | 5e    | 10 890    |                                                      |
| 23/10/2022 - 18:30 | J14 | RSC Anderlecht     | Dom  | 3-1*     | Raskin 20e, Fossey 27e, Zinckernagel 56e                   | 25     | 5e    | 26 271    | * Match arrêté à la 64e : victoire par forfait (5-0) |
| 29/10/2022 - 16:00 | J15 | SV Zulte Waregem   | Ext  | 0-3      | Dussenne 80e (pen), Perica 87e, 90+6e                      | 28     | 5e    | 7 634     |                                                      |
| 05/11/2022 - 20:45 | J16 | KAS Eupen          | Ext  | 2-0      |                                                            | 28     | 5e    | 7 101     | 45+3e Zinckernagel                                   |
| 13/11/2022 - 16:00 | J17 | R. Union St.-G.    | Dom  | 2-3      | Dussenne 53e (pen), Zinckernagel 90+6e (pen)               | 28     | 6e    | 24 522    |                                                      |
|                    |     |                    |      |          |                                                            |        |       |           |                                                      |
| 23/12/2022 - 20:30 | J18 | KAA Gent           | Ext  | 0-0      |                                                            | 29     | 6e    | 12 247    |                                                      |
| 06/01/2023 - 20:45 | J19 | STVV               | Dom  | 1-1      | Perica 90+2e                                               | 30     | 6e    | 19 405    |                                                      |
| 14/01/2023 - 16:00 | J20 | RFC Seraing        | Ext  | 1-1      | Dønnum 41e                                                 | 31     | 6e    | 4 930     |                                                      |
| 17/01/2023 - 20:45 | J21 | KV Mechelen        | Dom  | 2-0      | Laḯfis 45+1e, Ohio 85e                                     | 34     | 6e    | 12 226    |                                                      |
| 22/01/2023 - 13:30 | J22 | Royal Antwerp FC   | Ext  | 4-1      | Alzate 40e                                                 | 34     | 6e    | 14 042    | 53e Cimirot                                          |
| 27/01/2023 - 20:45 | J23 | KAS Eupen          | Dom  | 3-1      | Balikwisha 31e, Zinckernagel 35e, Perica 59e               | 37     | 6e    | 15 289    |                                                      |
| 04/02/2023 - 16:00 | J24 | Cercle Brugge      | Ext  | 1-1      | Zinckernagel 81e (pen)                                     | 38     | 6e    | 4 335     |                                                      |
| 12/02/2023 - 18:30 | J25 | KV Kortrijk        | Dom  | 0-2      |                                                            | 38     | 6e    | 16 807    | 83e Laḯfis                                           |
| 18/02/2023 - 20:45 | J26 | R. Union St.-G.    | Ext  | 2-4      | Zinckernagel 20e, Alzate 25e, Balikwisha 85e, Dønnum 90+8e | 41     | 6e    | 6 957     |                                                      |
| 26/02/2023 - 18:30 | J27 | RSC Anderlecht     | Ext  | 2-2      | Ohio 14e, CSC 68e                                          | 42     | 7e    | 17 976    |                                                      |
| 04/03/2023 - 20:45 | J28 | KVC Westerlo       | Dom  | 2-0      | Dønnum 37e, Balikwisha 72e                                 | 45     | 6e    | 17 262    | 93e Bodart                                           |
| 12/03/2023 - 13:30 | J29 | Club Brugge        | Ext  | 2-0      |                                                            | 45     | 7e    | 21 485    |                                                      |
| 18/03/2023 - 20:45 | J30 | SV Zulte Waregem   | Dom  | 2-2      | Fossey 14e, Dussenne 39e                                   | 46     | 7e    | 16 492    |                                                      |
| 01/04/2023 - 20:45 | J31 | KV Oostende        | Ext  | 1-3      | Ohio 8e, 11e, Fossey 19e                                   | 49     | 6e    | 4 912     |                                                      |
| 09/04/2023 - 18:30 | J32 | KRC Genk           | Dom  | 2-0      | Zinckernagel 33e, 39e (pen)                                | 52     | 6e    | 21 785    |                                                      |
| 14/04/2023 - 20:45 | J33 | Sporting Charleroi | Dom  | 3-1      | Ohio 14e, Fossey 82e, Emond 90+1e                          | 55     | 6e    | 22 519    | 92e Emond                                            |
| 23/04/2023 - 18:30 | J34 | OH Leuven          | Ext  | 3-2      | Bokadi 55e, Melegoni 90+1e                                 | 55     | 6e    | 7 276     |                                                      |

#### Play-offs Europe
Les points obtenus en phase régulière sont divisés par deux puis portés au nombre entier supérieur, 55 étant impair : le Standard entame donc ces "play-offs 2" avec 28 points.
| Date               | N o | Adversaire    | Lieu | Résultat | Buteurs pour le Standard   | Points | Place | Affluence | Note       |
| ------------------ | --- | ------------- | ---- | -------- | -------------------------- | ------ | ----- | --------- | ---------- |
| 29/04/2023 - 18:15 | J01 | Cercle Brugge | Ext  | 0-0      |                            | 29     | 6e    | 3 633     |            |
| 06/05/2023 - 20:45 | J02 | KAA Gent      | Dom  | 1-2      | Alzate 56e                 | 29     | 7e    | 16 764    | 84e Alzate |
| 13/05/2023 - 20:45 | J03 | KVC Westerlo  | Dom  | 2-2      | Zinckernagel 9e, Emond 76e | 30     | 6e    | 14 028    |            |
| 20/05/2023 - 18:15 | J04 | KVC Westerlo  | Ext  | 3-0      |                            | 30     | 7e    | 4 969     |            |
| 27/05/2023 - 20:45 | J05 | Cercle Brugge | Dom  | 0-4      |                            | 30     | 7e    | 11 873    |            |
| 03/06/2023 - 20:30 | J06 | KAA Gent      | Ext  | 3-1      | Balikwisha 11e             | 30     | 7e    | 12 581    |            |

### Coupe de Belgique
| Date               | Tour               | Club visité        | Club visiteur     | Aller | Retour | Total | Buteurs pour le Standard | Note         |
| ------------------ | ------------------ | ------------------ | ----------------- | ----- | ------ | ----- | ------------------------ | ------------ |
| 08/11/2022 - 20:30 | Seizième de finale | FCV Dender EH (II) | Standard de Liège | 0-1   | /      | /     | Balikwisha 74e           |              |
|                    |                    |                    |                   |       |        |       |                          |              |
| 20/12/2022 - 20:45 | Huitième de finale | Royal Antwerp FC   | Standard de Liège | 4-0   | /      | /     |                          | 67e Dussenne |

## Assistance et télévision

### Affluence
Cette saison, un total de 378 120 spectateurs ont assisté aux vingt rencontres de championnat disputées par le Standard de Liège à domicile, soit une moyenne de 18 906 par match.

### Retransmissions télévisées
L'intégralité des rencontres de championnat est diffusée sur Eleven Pro League, leurs résumés étant proposés par la RTBF. Les deux matches de coupe impliquant les Rouches ont quant à eux été retransmis sur Club RTL en direct. Voo propose également une émission hebdomadaire consacrée au club et intitulée "Standard le talk", dans laquelle Ali Lukunku (149 matches et 55 goals pour les Liégeois) est le consultant attitré.

## Statistiques
Les matchs amicaux ne sont pas pris en compte.

### Classement des buteurs
| Rang | Joueur                | Buts |
| ---- | --------------------- | ---- |
| 1er  | Philip Zinckernagel   | 10   |
| 2e   | William Balikwisha    | 7    |
| 3e   | Noë Dussenne          | 5    |
| 3e   | Noah Ohio             | 5    |
| 5e   | Selim Amallah         | 4    |
| 5e   | Denis Drăguș          | 4    |
| 5e   | Marlon Fossey         | 4    |
| 5e   | Stipe Perica          | 4    |
| 9e   | Steven Alzate         | 3    |
| 9e   | Aron Dønnum           | 3    |
| 9e   | Renaud Emond          | 3    |
| 12e  | Merveille Bope Bokadi | 1    |
| 12e  | Cihan Çanak           | 1    |
| 12e  | Konstantínos Laïfis   | 1    |
| 12e  | Filippo Melegoni      | 1    |
| 12e  | Nicolas Raskin        | 1    |
| 12e  | Abdoul Tapsoba        | 1    |

### Classement des passeurs
| Rang | Joueur                | Passes |
| ---- | --------------------- | ------ |
| 1er  | Aron Dønnum           | 7      |
| 2e   | Steven Alzate         | 5      |
| 2e   | William Balikwisha    | 5      |
| 4e   | Nicolas Raskin        | 4      |
| 4e   | Noah Ohio             | 4      |
| 6e   | Cihan Çanak           | 3      |
| 7e   | Noë Dussenne          | 2      |
| 7e   | Stipe Perica          | 2      |
| 7e   | Philip Zinckernagel   | 2      |
| 10e  | Selim Amallah         | 1      |
| 10e  | Jacob Barrett Laursen | 1      |
| 10e  | Arnaud Bodart         | 1      |
| 10e  | Merveille Bope Bokadi | 1      |
| 10e  | Gojko Cimirot         | 1      |
| 10e  | Marlon Fossey         | 1      |
| 10e  | Konstantínos Laḯfis   | 1      |

### Cartons rouges
| Rang | Joueur                | Exclusions |
| ---- | --------------------- | ---------- |
| 1er  | Philip Zinckernagel   | 2          |
| 2e   | Steven Alzate         | 1          |
| 2e   | Selim Amallah         | 1          |
| 2e   | William Balikwisha    | 1          |
| 2e   | Jacob Barrett Laursen | 1          |
| 2e   | Arnaud Bodart         | 1          |
| 2e   | Alexandro Calut       | 1          |
| 2e   | Gojko Cimirot         | 1          |
| 2e   | Noë Dussenne          | 1          |
| 2e   | Renaud Emond          | 1          |
| 2e   | Konstantínos Laḯfis   | 1          |

## Autres sections

### SL16 FC

#### Challenger Pro League (deuxième division)

##### Phase régulière
| Date               | N o | Adversaire             | Lieu | Résultat | Buteurs pour le SL16 FC         | Note        |
| ------------------ | --- | ---------------------- | ---- | -------- | ------------------------------- | ----------- |
| 13/08/2022 - 20:00 | J01 | Club NXT               | Ext  | 2-2      | Kuavita 12e, Calut 29e (pen)    |             |
| 19/08/2022 - 20:00 | J02 | Beerschot V.A.         | Dom  | 2-2      | Kuavita 41e, El Fanis 82e (pen) |             |
| 26/08/2022 - 20:00 | J03 | FCV Dender EH          | Ext  | 0-1      | Kuavita 74e                     |             |
| 02/09/2022 - 20:00 | J04 | Jong Genk              | Dom  | 2-2      | Brrou 14e, Ohio 44e             |             |
| 10/09/2022 - 20:00 | J05 | SK Beveren             | Ext  | 2-1      | Ohio 11e                        |             |
| 18/09/2022 - 20:00 | J06 | Lommel SK              | Ext  | 0-1      | Ziani 22e                       |             |
| 02/10/2022 - 20:00 | J07 | RSCA Futures           | Dom  | 1-3      | Tapsoba 47e                     |             |
| 09/10/2022 - 16:00 | J08 | KSK Lierse Kempenzonen | Ext  | 2-0      |                                 |             |
| 14/10/2022 - 20:00 | J09 | RWDM                   | Dom  | 1-4      | Guluk 74e                       |             |
| 21/10/2022 - 20:00 | J10 | RE Virton              | Dom  | 2-1      | Ziani 7e, 55e                   |             |
| 28/10/2022 - 20:00 | J11 | KMSK Deinze            | Ext  | 4-1      | Ghalidi 73e (pen)               |             |
| 04/11/2022 - 20:00 | J12 | RSCA Futures           | Ext  | 3-0      |                                 |             |
| 11/11/2022 - 20:00 | J13 | FCV Dender EH          | Dom  | 1-1      | Ziani 41e (pen)                 |             |
| 18/11/2022 - 20:00 | J14 | RE Virton              | Ext  | 0-2      | Brrou 66e, Ziani 73e            |             |
| 26/11/2022 - 16:00 | J15 | KMSK Deinze            | Dom  | 1-2      | Berberi 31e                     |             |
| 02/12/2022 - 20:00 | J16 | KSK Lierse Kempenzonen | Dom  | 2-4      | Diaw 17e, Tapsoba 90+2e         |             |
| 11/12/2022 - 17:00 | J17 | Beerschot V.A.         | Ext  | 1-0      |                                 | 90e Kuavita |
| 17/12/2022 - 18:00 | J18 | Lommel SK              | Dom  | 0-3      |                                 | 93e Calut   |
|                    |     |                        |      |          |                                 |             |
| 29/01/2023 - 16:00 | J20 | SK Beveren             | Dom  | 2-2      | Buksa 2e, Dodeigne 60e          |             |
| 04/02/2023 - 16:00 | J21 | RWDM                   | Ext  | 3-1      | Bansé 66e                       |             |
| 11/02/2023 - 20:45 | J22 | Club NXT               | Dom  | 0-0      |                                 |             |
| 19/02/2023 - 16:00 | J19 | Jong Genk              | Ext  | 2-2      | Buksa 29e (pen), Ghalidi 79e    |             |

##### Play-offs de relégation
| Date               | N o | Adversaire    | Lieu | Résultat | Buteurs pour le SL16 FC | Note      |
| ------------------ | --- | ------------- | ---- | -------- | ----------------------- | --------- |
| 24/02/2023 - 20:00 | J01 | Lommel SK     | Dom  | 1-0      | Buksa 51e               |           |
| 05/03/2023 - 19:15 | J02 | Jong Genk     | Ext  | 1-1      | Buksa 90+4e             | 76e Epolo |
| 11/03/2023 - 16:00 | J03 | RE Virton     | Ext  | 1-0      |                         |           |
| 19/03/2023 - 19:15 | J04 | FCV Dender EH | Dom  | 1-1      | Ghalidi 90+5e           |           |
| 01/04/2023 - 16:00 | J05 | KMSK Deinze   | Ext  | 5-0      |                         |           |
| 07/04/2023 - 20:00 | J06 | KMSK Deinze   | Dom  | 1-2      | Brrou 59e               |           |
| 15/04/2023 - 16:00 | J07 | Jong Genk     | Dom  | 0-0      |                         |           |
| 21/04/2023 - 20:00 | J08 | FCV Dender EH | Ext  | 0-0      |                         |           |
| 05/05/2023 - 20:00 | J09 | RE Virton     | Dom  | 1-1      | Ziani 24e               |           |
| 12/05/2023 - 20:00 | J10 | Lommel SK     | Ext  | 6-1      | Calut 3e                |           |

### Fémina

#### Lotto Super League[6]

##### Phase régulière
| Date       | N o | Adversaire                    | Lieu | Résultat | Buteuses pour le Standard                                             | Note        |
| ---------- | --- | ----------------------------- | ---- | -------- | --------------------------------------------------------------------- | ----------- |
| 13/08/2022 | J01 | bye                           | bye  | bye      |                                                                       |             |
| 20/08/2022 | J02 | Club YLA                      | Ext  | 2-2      | Merkelbach 9e, 15e                                                    |             |
| 27/08/2022 | J03 | OHL                           | Dom  | 0-1      |                                                                       |             |
| 10/09/2022 | J04 | RSC Anderlecht                | Ext  | 2-0      |                                                                       |             |
| 17/09/2022 | J05 | Yellow Red KV Mechelen        | Ext  | 0-4      | Merkelbach 23e, Gelders 45+1e, Van Eynde 58e, Fon 78e                 |             |
| 01/10/2022 | J06 | FC Fémina White Star Woluwe   | Dom  | 3-1      | Gelders 41e, 90+1e, Fon 90+4e                                         |             |
| 15/10/2022 | J07 | Eendracht Alost Ladies        | Dom  | 4-0      | Blave 29e, Gelders 36e, Van Eynde 66e, Gelders 78e                    |             |
| 22/10/2022 | J08 | KRC Genk Ladies               | Ext  | 3-0      |                                                                       |             |
| 29/10/2022 | J09 | KAA Gent Ladies               | Dom  | 4-0      | Merkelbach 16e, Fon 42e, Eijken 75e, Merkelbach 78e                   |             |
| 04/11/2022 | J10 | Sporting du Pays de Charleroi | Ext  | 0-5      | Gelders 34e, Merkelbach 56e, Gelders 65e, 79e, Coutereels 90+3e (pen) |             |
| 26/11/2022 | J12 | OHL                           | Ext  | 3-1      | Gelders 56e                                                           |             |
| 02/12/2022 | J13 | FC Fémina White Star Woluwe   | Ext  | 0-1      | Blave 26e                                                             |             |
| 10/12/2022 | J14 | KRC Genk Ladies               | Dom  | 1-1      | Marinucci 67e                                                         |             |
|            |     |                               |      |          |                                                                       |             |
| 14/01/2023 | J16 | Sporting du Pays de Charleroi | Dom  | 5-0      | Fon 36e, Gelders 78e, 85e, Coutereels 87e, Rosala 90e                 |             |
| 28/01/2023 | J18 | KAA Gent Ladies               | Ext  | 1-4      | Merkelbach 16e, 23e, Coutereels 31e, François 76e                     |             |
| 01/02/2023 | J15 | Eendracht Alost Ladies        | Ext  | 0-1      | Gelders 18e                                                           |             |
| 04/02/2023 | J19 | RSC Anderlecht                | Dom  | 1-2      | Marinucci 56e                                                         | 83e Gelders |
| 08/02/2023 | J11 | SV Zulte Waregem              | Dom  | 4-0      | CSC 36e, Merkelbach 53e, Fon 73e, Coutereels 80e                      |             |
| 11/02/2023 | J20 | SV Zulte Waregem              | Ext  | 1-1      | Fon 84e                                                               |             |
| 26/02/2023 | J21 | Yellow Red KV Mechelen        | Dom  | 3-0      | Marinucci 10e, Gelders 41e, Merkelbach 43e                            |             |
| 01/03/2023 | J17 | Club YLA                      | Dom  | 0-0      |                                                                       |             |
| 04/03/2023 | J22 | bye                           | bye  | bye      |                                                                       |             |

##### Play-offs 1
| Date       | N o | Adversaire      | Lieu | Résultat | Buteuses pour le Standard                                                       | Note                   |
| ---------- | --- | --------------- | ---- | -------- | ------------------------------------------------------------------------------- | ---------------------- |
| 17/03/2023 | J01 | KAA Gent Ladies | Ext  | 0-2      | Merkelbach 25e, 75e                                                             |                        |
| 22/03/2023 | J02 | RSC Anderlecht  | Dom  | 1-0      | Marinucci 85e                                                                   |                        |
| 26/03/2023 | J03 | Club YLA        | Ext  | 0-2      | Fon 59e, Van Eynde 61e                                                          |                        |
| 01/04/2023 | J04 | KRC Genk Ladies | Dom  | 1-1      | Coutereels 51e                                                                  |                        |
| 15/04/2023 | J05 | OHL             | Ext  | 3-2      | Merkelbach 37e, CSC 76e                                                         | 90e Guidi (entraîneur) |
| 22/04/2023 | J06 | OHL             | Dom  | 1-0      | Blave 13e                                                                       |                        |
| 26/04/2023 | J07 | RSC Anderlecht  | Ext  | 2-0      |                                                                                 |                        |
| 29/04/2023 | J08 | KAA Gent Ladies | Dom  | 1-0      | Lecoq 53e                                                                       |                        |
| 06/05/2023 | J09 | KRC Genk Ladies | Ext  | 2-0      |                                                                                 |                        |
| 13/05/2023 | J10 | Club YLA        | Dom  | 6-0      | Blave 21e, Gelders 25e, Merkelbach 31e, Gelders 57e, Merkelbach 82e, Rosala 90e |                        |

#### Coupe de Belgique
| Date       | Tour               | Club visité       | Club visiteur     | Résultat |
| ---------- | ------------------ | ----------------- | ----------------- | -------- |
| 24/09/2022 | Seizième de finale | KVC Westerlo      | Standard de Liège | 1-4      |
| 01/11/2022 | Huitième de finale | Standard de Liège | RSC Anderlecht    | 1-0      |
| 29/11/2022 | Quart de finale    | Standard de Liège | OHL               | 2-0      |
| 11/03/2023 | Demi-finale        | Standard de Liège | SV Zulte Waregem  | 3-0      |

| Titulaires : |  |
| |  |
| 1 Hillary Damman · 7 Maurane Marinucci 118e · 20 Constance Brackman · 17 Maud Coutereels · 14 Zoë Van Eynde 114e · 9 Laura Miller · 34 Léa Cordier · 8 Justine Blave 82e · 22 Welma Fon 106e · 10 Noémie Gelders 118e · 25 Hanne Merkelbach · |  |
| Remplaçants : |  |
| 28 Anisa Ademi 82e · 5 Aster Janssens 106e · 15 Elien Nelissen 114e · 2 Marine Rosala 118e · 19 Pam Amorij 118e · 26 Lise Musique · 11 Lakeesha Eijken ·                                                                                      |  |
| Entraîneur : |  |
| Stéphane Guidi |  |

| Titulaires : |  |
| |  |
| 1 Aukje Van Seijst · 27 Sofie Vendelbo 110e · 3 Romy Camps · 14 Sterre Gielen · 5 Gwyneth Vanaenrode · 6 Lorène Martin 90+3e · 8 Fleur Pauwels 63e · 10 Sien Vandersanden · 7 Chiara Wielockx 46e · 9 Lisa Petry · 30 Luna Vanzeir 85e · |  |
| Remplaçants : |  |
| 13 Gwen Duijsters 46e · 16 Thirsa De Meester 63e · 20 Joy Kersten 85e · 26 Marith De Bondt 90+3e · 4 Luna Vanhoudt 110e · 50 Maren Van Wijngaarden · 2 Silke Sneyers ·                                                                   |  |
| Entraîneur : |  |
| Guido Brepoels |  |

| Titulaires : |  |
| |  |
| 1 Hillary Damman · 7 Maurane Marinucci 118e · 20 Constance Brackman · 17 Maud Coutereels · 14 Zoë Van Eynde 114e · 9 Laura Miller · 34 Léa Cordier · 8 Justine Blave 82e · 22 Welma Fon 106e · 10 Noémie Gelders 118e · 25 Hanne Merkelbach · |  |
| Remplaçants : |  |
| 28 Anisa Ademi 82e · 5 Aster Janssens 106e · 15 Elien Nelissen 114e · 2 Marine Rosala 118e · 19 Pam Amorij 118e · 26 Lise Musique · 11 Lakeesha Eijken ·                                                                                      |  |
| Entraîneur : |  |
| Stéphane Guidi |  |

| Titulaires : |  |
| |  |
| 1 Aukje Van Seijst · 27 Sofie Vendelbo 110e · 3 Romy Camps · 14 Sterre Gielen · 5 Gwyneth Vanaenrode · 6 Lorène Martin 90+3e · 8 Fleur Pauwels 63e · 10 Sien Vandersanden · 7 Chiara Wielockx 46e · 9 Lisa Petry · 30 Luna Vanzeir 85e · |  |
| Remplaçants : |  |
| 13 Gwen Duijsters 46e · 16 Thirsa De Meester 63e · 20 Joy Kersten 85e · 26 Marith De Bondt 90+3e · 4 Luna Vanhoudt 110e · 50 Maren Van Wijngaarden · 2 Silke Sneyers ·                                                                   |  |
| Entraîneur : |  |
| Guido Brepoels |  |